# スコット・フランク
スコット・フランク（Scott Frank、1960年3月10日 - ）は、アメリカ合衆国の脚本家、映画監督、映画プロデューサー。

## 人物
スティーヴン・スピルバーグ、スティーヴン・ソダーバーグらの脚本を手がける。近年は『クイーンズ・ギャンビット』などドラマシリーズで監督・脚本を兼任している。アカデミー脚色賞に2度ノミネートされ、かつて 『ロサンゼルス・タイムズ』紙にて「ハリウッドで最高の脚本家のひとり」と評された。

## 経歴
フロリダ州出身。カリフォルニア大学サンタ・バーバラ校にて映画研究の学士号を取得した。1988年、学園物のコメディ『ハイスクールでつかまえて』でデビュー。1991年、ジョディ・フォスター監督の『リトルマン・テイト』で注目を集める。2007年、ジョゼフ・ゴードン＝レヴィット主演の『ルックアウト/見張り』で映画監督デビューする。1998年の『アウト・オブ・サイト』と2017年の『LOGAN/ローガン』で2度アカデミー脚色賞にノミネートされている。2020年、Netflixのオリジナルドラマ『クイーンズ・ギャンビット』を監督。

## フィルモグラフィー

### 映画
- ハイスクールでつかまえて Plain Clothes （1988年） - 脚本
- リトルマン・テイト Little Man Tate （1991年） - 脚本
- 愛と死の間で Dead Again （1991年） - 脚本
- 冷たい月を抱く女 Malice （1993年） - 脚本
- ゲット・ショーティ Get Shorty （1995年） - 脚本
- ヘブンズ・プリズナー Heaven's Prisoners （1996年） - 脚本
- アウト・オブ・サイト Out of Sight （1998年） - 脚本
- ケイブマン The Caveman's Valentine （2001年） - 製作
- マイノリティ・リポート Minority Report （2002年） - 脚本
- フライト・オブ・フェニックス Flight of the Phoenix （2004年） - 脚本
- ザ・インタープリター The Interpreter （2005年） - 脚本
- ルックアウト/見張り The Lookout （2007年） - 監督・脚本
- マーリー 世界一おバカな犬が教えてくれたこと Marley & Me （2008年） - 脚本
- ウルヴァリン:SAMURAI The Wolverine （2013年） - 脚本
- 誘拐の掟 A Walk Among the Tombstones （2014年） - 監督・脚本
- LOGAN/ローガン Logan （2017年） - 脚本

### テレビ
- 素晴らしき日々 The Wonder Years （1988年） - 脚本
- シェイムレス 俺たちに恥はない Shameless （2011年） - 監督
- ゴッドレス -神の消えた町- Godless (2017年) - 脚本・監督
- クイーンズ・ギャンビット The Queen's Gambit - 脚本・監督